# 能高香青
能高籁萧（学名：Anaphalis transnokoensis）为菊科香青属的植物，为台灣的特有植物。分布于台灣本島。